# Abtei St-Vincent (Le Mans)
Die Abtei Saint-Vincent ist eine ehemalige Benediktinerabtei in Le Mans im französischen Département Sarthe. Was an Gebäuden bis heute überdauert hat, wird vom Lycée Bellevue eingenommen. Es handelte sich um eine königliche Abtei aus der Merowingerzeit, die 572 erbaut wurde und bis zur Revolution bestand. Sie wurde namengebend für die Vorstadt Saint-Vincent. Heute liegt das Gebäude im Stadtviertel Maillets. Das Wohngebäude des Abts und ein Teil der Gebäude der Kongregation des hl. Maurus sind als Monument historique classé ausgezeichnet, der von Jean-Baptiste Antoine Lassus erbaute Flügel und weitere Gebäudeteile sind als Monument historique inscrite eingestuft.

## Geschichte

### Die Anfänge
Bischof Domnolus trat sein Amt in Le Mans 559 an. Er war vorher Abt des Klosters St-Laurent in Paris und Schützling von Chlothar I., dem Sohn Chlodwigs I. Darüber hinaus stand er unter dem Einfluss des hl. Germanus, Erzbischofs von Paris, der in Le Mans seine Interessen verfolgte. Domnolus war ein großer Bauherr in der Stadt, in der er nacheinander die Kirchen Saint-Martin, Saint-Julien und Saint-Pavin begründete, bevor er 572 die erste Kirchweihe von Saint-Vincent vornahm, auch hierin bestärkt durch den Erzbischof. 582 wurde Domnolus in der von ihm geweihten Kirche bestattet.
Die Abtei wurde im Bereich der Domäne von Tresson begründet. Zu jener Zeit war dieses Gelände nur eine Ansammlung von Feldern und Weideflächen, extra muros gelegen, etwa 300 Meter außerhalb der Stadt. Dieser Gutshof wurde vom hl. Germanus abgetreten, ebenso wie die Wasserläufe und die Leibeigenen. Ebenso wurden an die Abtei die Gutshöfe von Fresnaye abgetreten, die reich an Weinbergen waren. Es scheint, dass auch noch ein weiterer Gutshof, der sich am Zusammenfluss der Huisne und der Sarthe nicht weit von der Furt von Maulny befand, dem Kloster übereignet wurde.
Der heiliggesprochene Bischof Bertrand vermachte der Abtei 623 in seinem Testament 20 Sous und platzierte sie an zweiter Stelle unter seinen Vermächtnissen hinter Saint-Victeur. Man kann nicht mit Sicherheit festlegen, wann die benediktinische Regel in der Abtei eingeführt wurde. Allerdings weiß man, dass Le Mans ab dem Beginn des 7. Jahrhunderts stark von der benediktinischen Bewegung erfasst wurde. Das zeigt eine Reise nach Italien zur Erlangung von Reliquien des hl. Benedikt und der hl. Scholastika, die zur Stadtpatronin von Le Mans wurde. Im 8. Jahrhundert waren die Klöster in Le Mans auf ihrem Tiefpunkt. Beim Tod des Bischofs Gauziolenus 770 existierte von den 36 Klöstern bei seinem Amtsantritt 725 kein einziges mehr.

### Die zweite Gründung

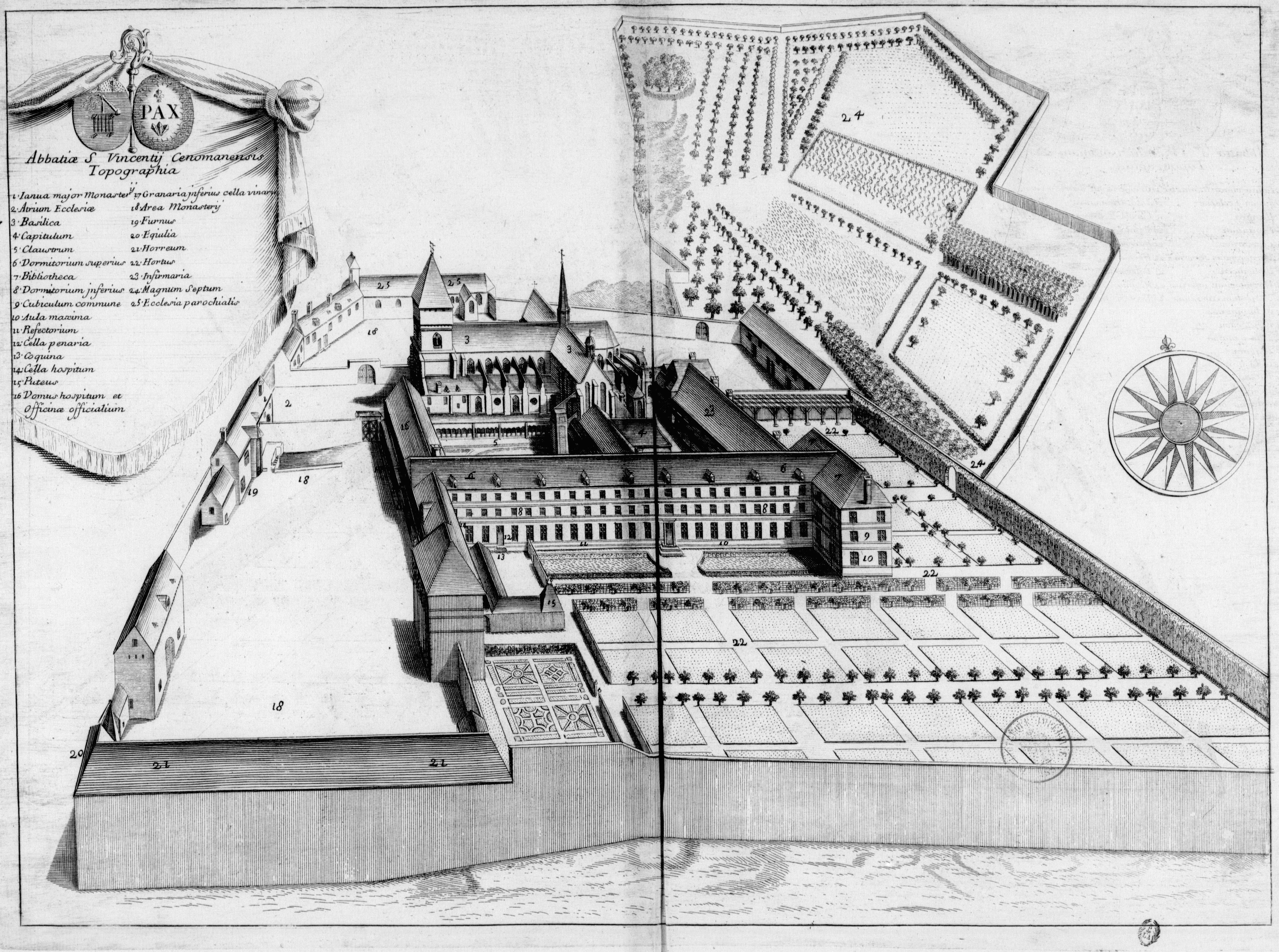
Ansicht der Abtei Saint-Vincent im 17. Jahrhundert aus dem Monasticon Gallicanum

Danach kam es zur karolingischen Renaissance. Der hl. Bischof Aldrich (832–856) wird als der zweite Gründer der Abtei Saint-Vincent angesehen. Der Wiederaufbau erfolgte nur provisorisch, was sich angesichts der Verwüstungen, die durch die Bretonen und die Normannen erfolgten, eher als Vorteil erwies. Die Reliquien des heiligen Bischofs Domnolus, die in der Abtei gezeigt wurden, wurden nach Chaumes-en-Brie gebracht.
Es gibt keine Information über eine mögliche Aktivität der Abtei im 10. Jahrhundert. Es ist dies eine Epoche der Erneuerung in der Stadt, beginnend mit der Abtei Saint-Pierre de la Couture, Symbol der Ordnung in der Stadt. Wenn die Erneuerung dieser Abtei auf den Grafen von Maine und den Abt von Saint-Julien aus Tours zurückgeht, gilt das keineswegs auch für Saint-Vincent. Zu dieser Zeit herrschte eine große Rivalität zwischen Saint-Pierre de la Couture und Saint-Vincent, den beiden größten und einflussreichsten Abteien der Stadt.
In Saint-Vincent stellten die Grafen von Bellême, die bereits den Bischofssitz innehatten, die Ordnung wieder her. Sigefroi de Bellême (960–995), ein Erzfeind der Grafen von Maine, ließ die dreischiffige Basilika erbauen, die zum Prototyp der romanischen Kirchen der Grafschaft Maine wurde. Mit einer Länge von 70 Metern und einer Breite von 17,50 Metern war sie das majestätischste Bauwerk der Stadt. Gervais, der Neffe von Sigefroi, erneuerte zwischen 1035 und 1055 das Alltagsleben der Mönche und ließ seinen Neffen Avesgaud zum Abt wählen. Das bedeutete die Rückkehr zur strengsten Befolgung der Benediktinerregel: Stillschweigen, Gehorsam und Bescheidenheit. Die Kopisten hatten viel zu tun und man findet aus jener Zeit ein Manuskript von sehr großem Wert: „Das Diadem der Mönche“ (Diadema Monachorum) von Smaragd von Saint-Mihiel. Dieses Buch wurde besonders von den Angehörigen der Familie von Bellême geschätzt, sei es in Le Mans oder in Saint-Calais. Der Anfang des 12. Jahrhunderts entwickelte sich zu einer Blütezeit. Um 1100 schloss die Abtei eine Gebetsverbrüderung mit dem Domkapitel von Le Mans.

### Periode der Macht
Zwischen 1130 und 1230 erfuhr die Abtei eine Periode enormen Wachstums. Der Besitz an Ländereien vervielfachte sich, wozu Weinberge, Wiesen und Wälder gehörten. Auf ihrem Gipfelpunkt besaß die Abtei etwa 7.000 Hektar an Gutshöfen, die bis an die Grenzen der französischen Besitzungen des Königreichs England reichten. Hierzu müssen noch 50 Priorate hinzugezählt werden, die unter ihrer direkten Aufsicht standen, sowie ungefähr 60 abhängige Kirchen im gesamten Westen Frankreichs. Im Königreich England kamen noch einmal sieben Besitzungen der Abtei hinzu.
1636 wurden die Reformen der Kongregation des hl. Maurus eingeführt, die eine moralische Erneuerung der Benediktinerabtei mit sich brachten.

### Von der Französischen Revolution bis heute
1789 zählte die Abtei nur noch 16 Mönche, die dieselbe verlassen mussten. Nach deren Auszug wurde die Abtei 1791 zum Bien national. Projekte bezüglich ihres Umbaus wurden abgebrochen und die Abtei wurde zur Kaserne. Zu dieser Zeit gab es an der Ostseite noch die Abteikirche, die erste romanische Kirche in Maine, die später im gotischen Stil umgebaut worden war. 1806 entschied die Militärverwaltung, diese abreißen zu lassen, da sie nach ihrer Einschätzung die Manöver der Soldaten behinderte. Ebenso wurde der Kreuzgang abgerissen, der sich zwischen der Abteikirche und den Gebäuden des 17. und 18. Jahrhunderts erstreckte.
1816 wurde die Abtei dem Priesterseminar der Diözese Le Mans angegliedert. 1906 fiel sie als Folge der Trennung von Kirche und Staat an den französischen Staat zurück. Sie wurde daraufhin in ein Altenheim umgewandelt und beherbergte zwischen 1911 und 1937 auch das Archiv des Départements Sarthe. Die imposante Kapelle des Priesterseminars, die sich an der Frontseite an der Ecke der Rue de l’Abbaye Saint-Vincent mit der Rue Lionel-Royer und der Rue Germain-Pilon befand, wurde 1924 abgerissen. Nur alte Ansichtskarten bezeugen ihre Existenz.

1954 wurde die Abtei zum Internat für Mädchen und in den verschiedenen Stockwerken wurden Schlafsäle eingerichtet. In den 1990er Jahren wurde auf Initiative der Region Pays de la Loire, die für die Gymnasien zuständig ist, die frühere Abtei einer vollständigen Renovierung unterzogen, die es möglich machte, das Lycée Bellevue mit 17 zusätzlichen Klassenräumen auszustatten. Außerdem wurden im Ostflügel die Schulküche, zwei Speisesäle und ein vollständig modernisiertes Internat eingerichtet. Der Westflügel bleibt dem Unterricht vorbehalten.

Ansichten der Gebäude
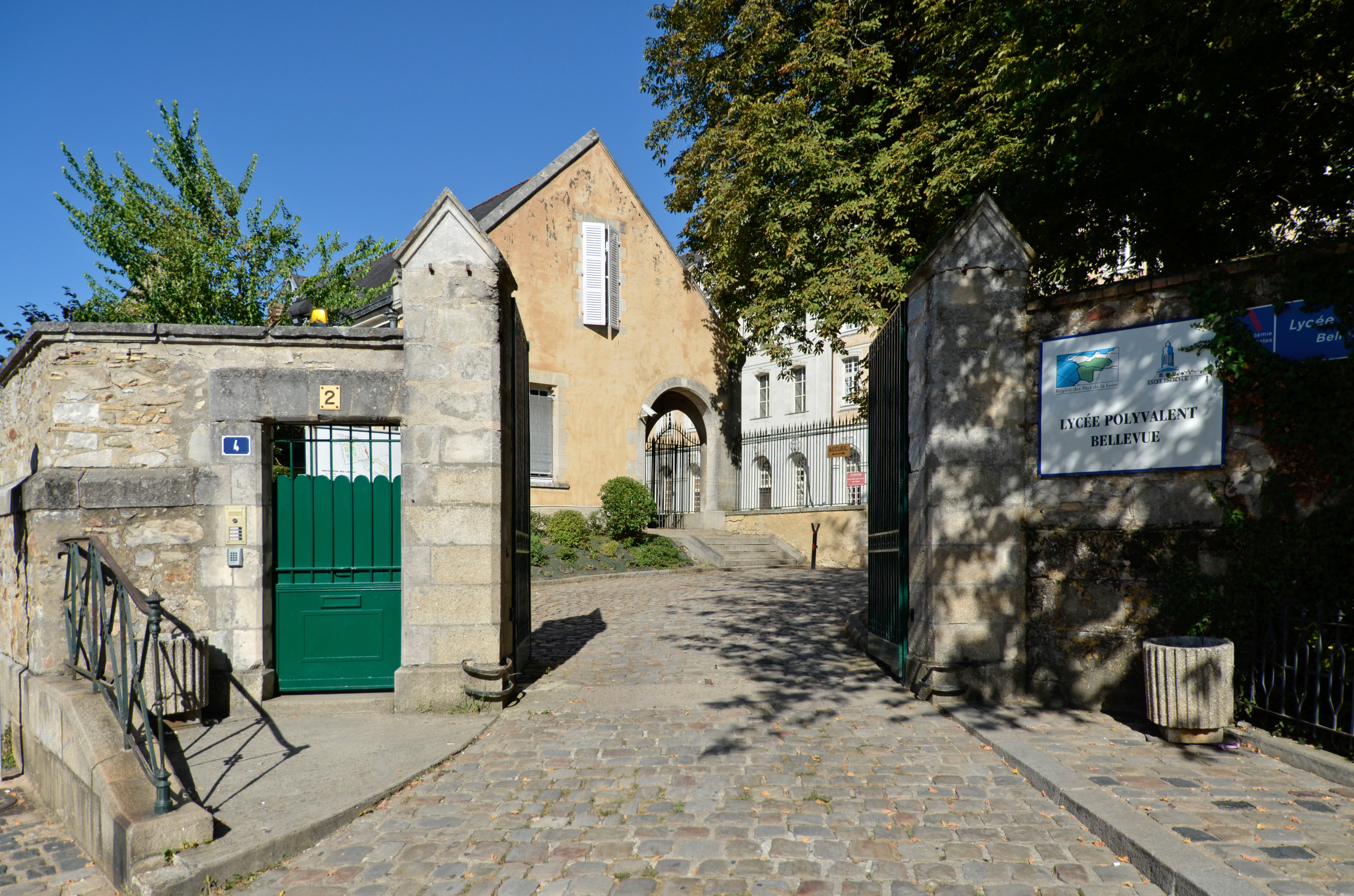
Eingang an der Nr. 2 Rue de l’Abbaye Saint-Vincent.
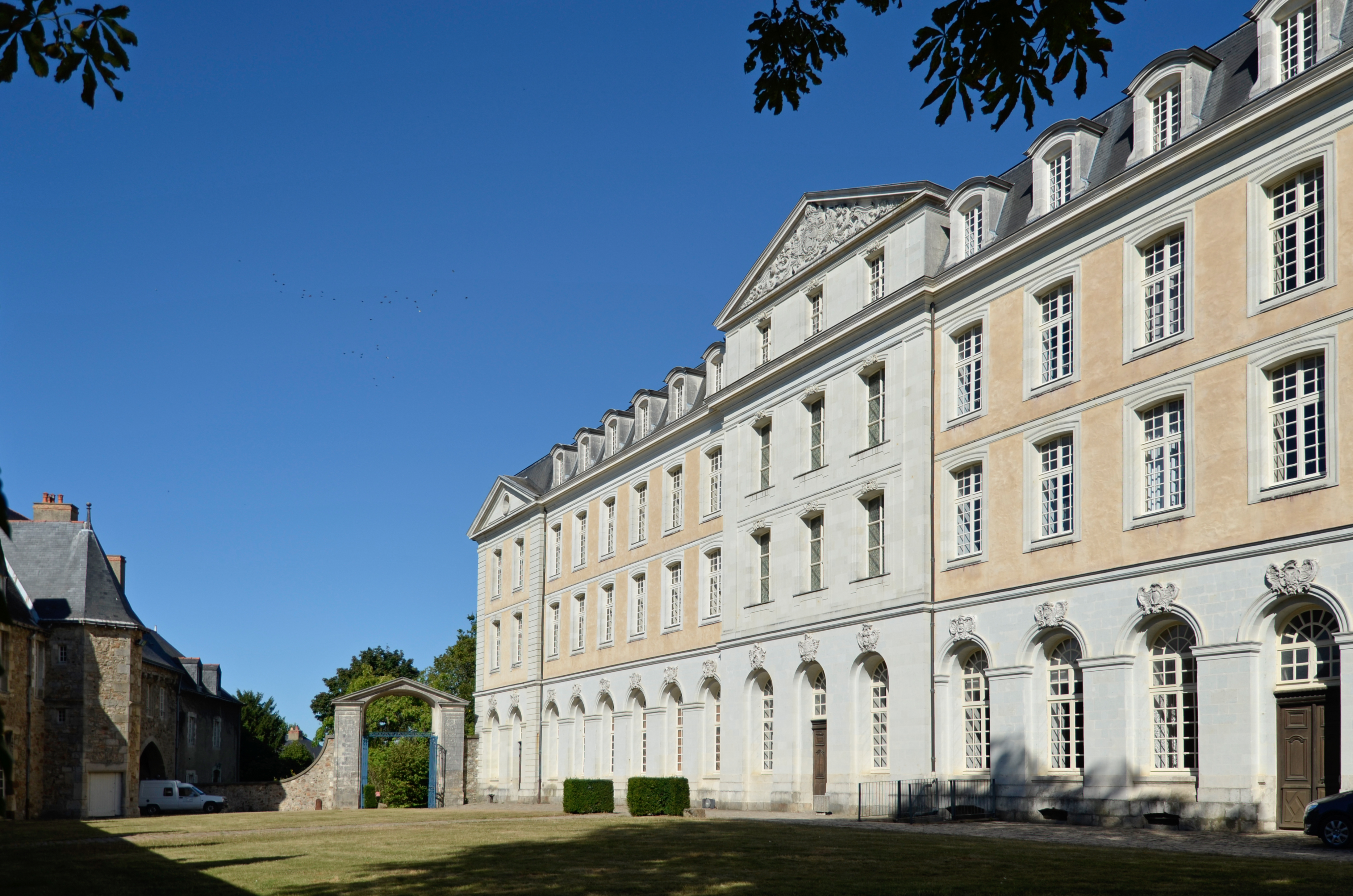
Internatsflügel, Westfassade; daneben Eingangstor (15. Jhdt.)
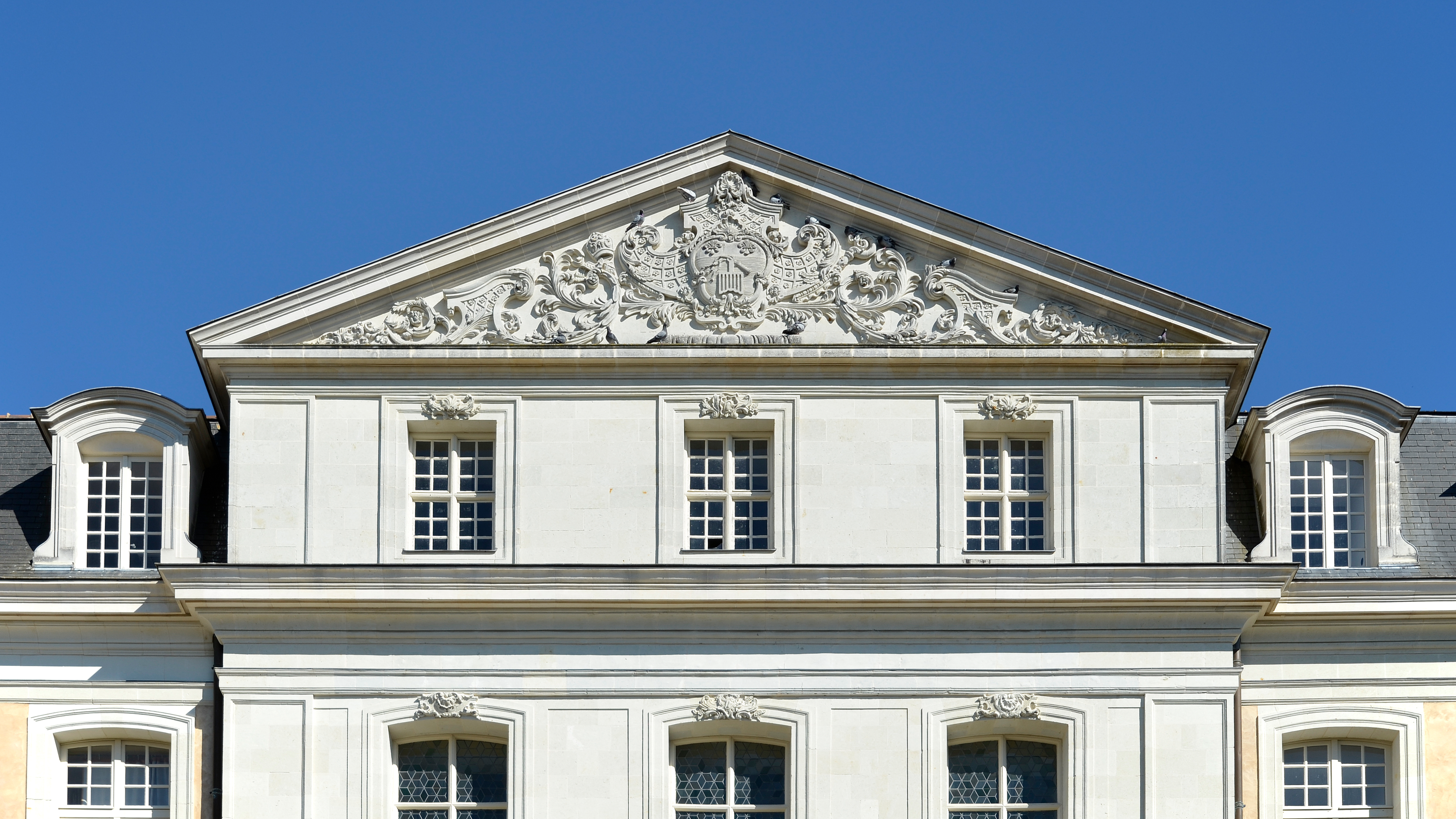
Giebeldreieck des Westflügels.
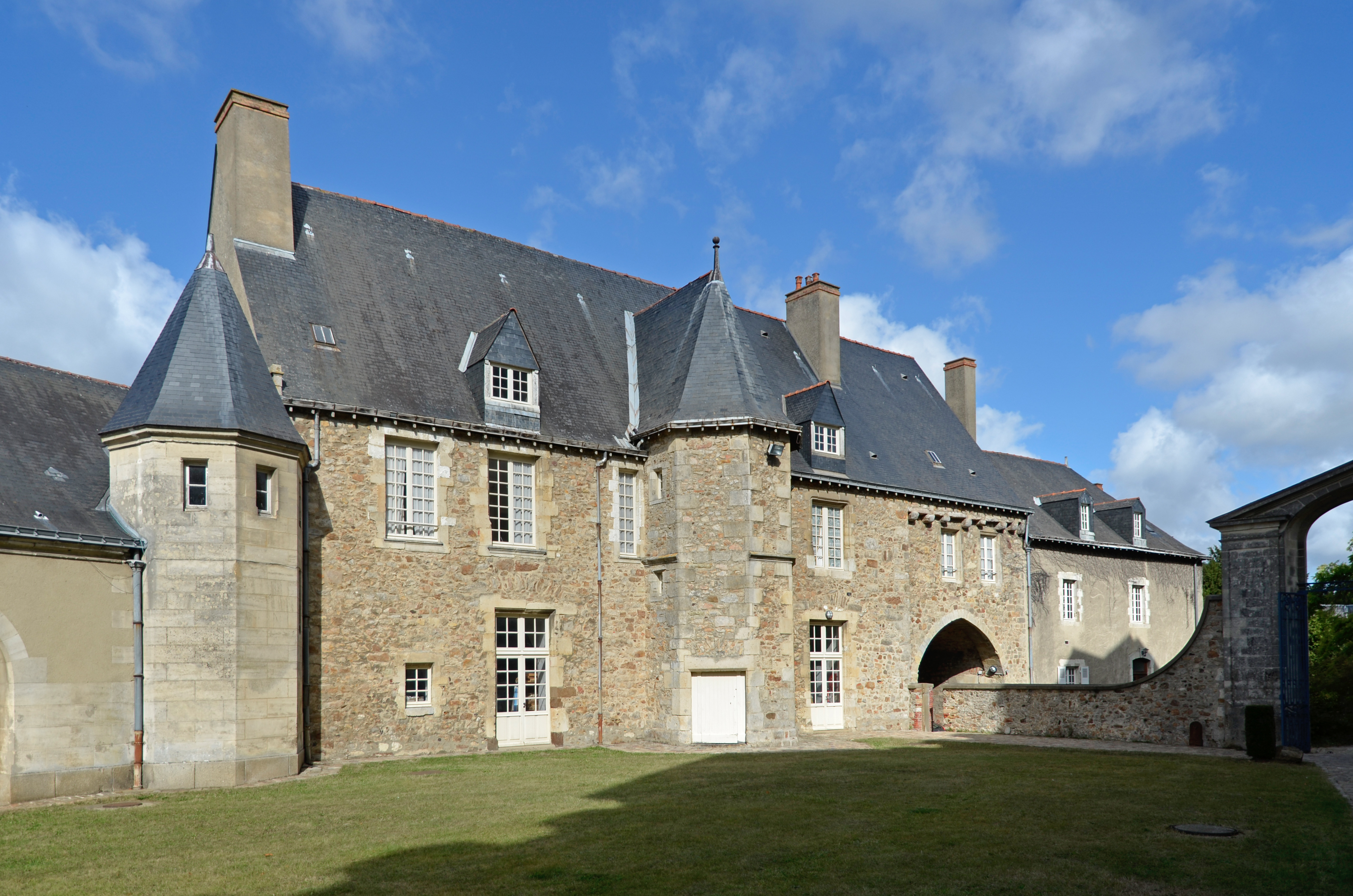
Wohngebäude des Abts (Ende 15. bis Anfang 16. Jahrhundert).
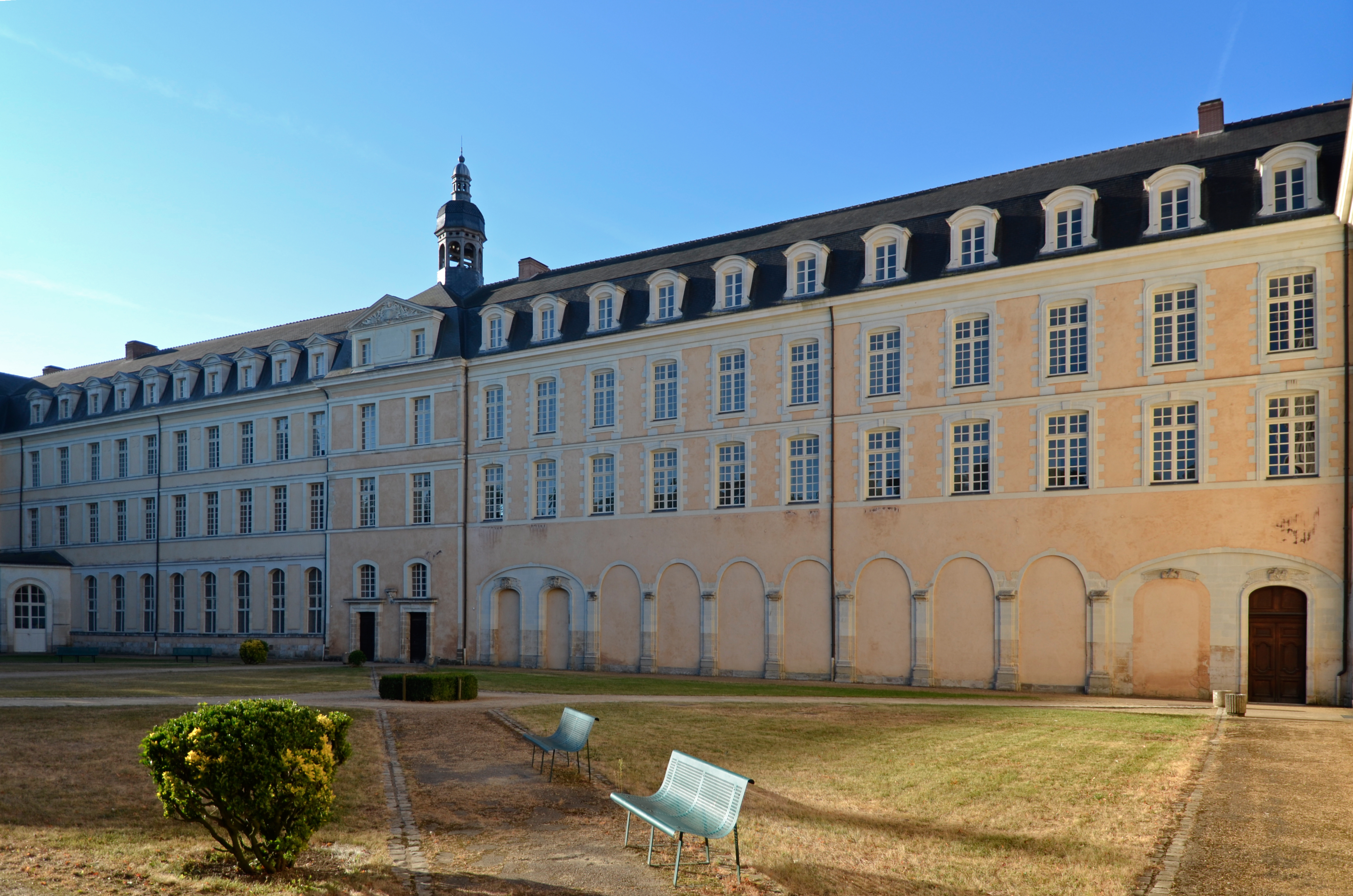
Nordfassade.
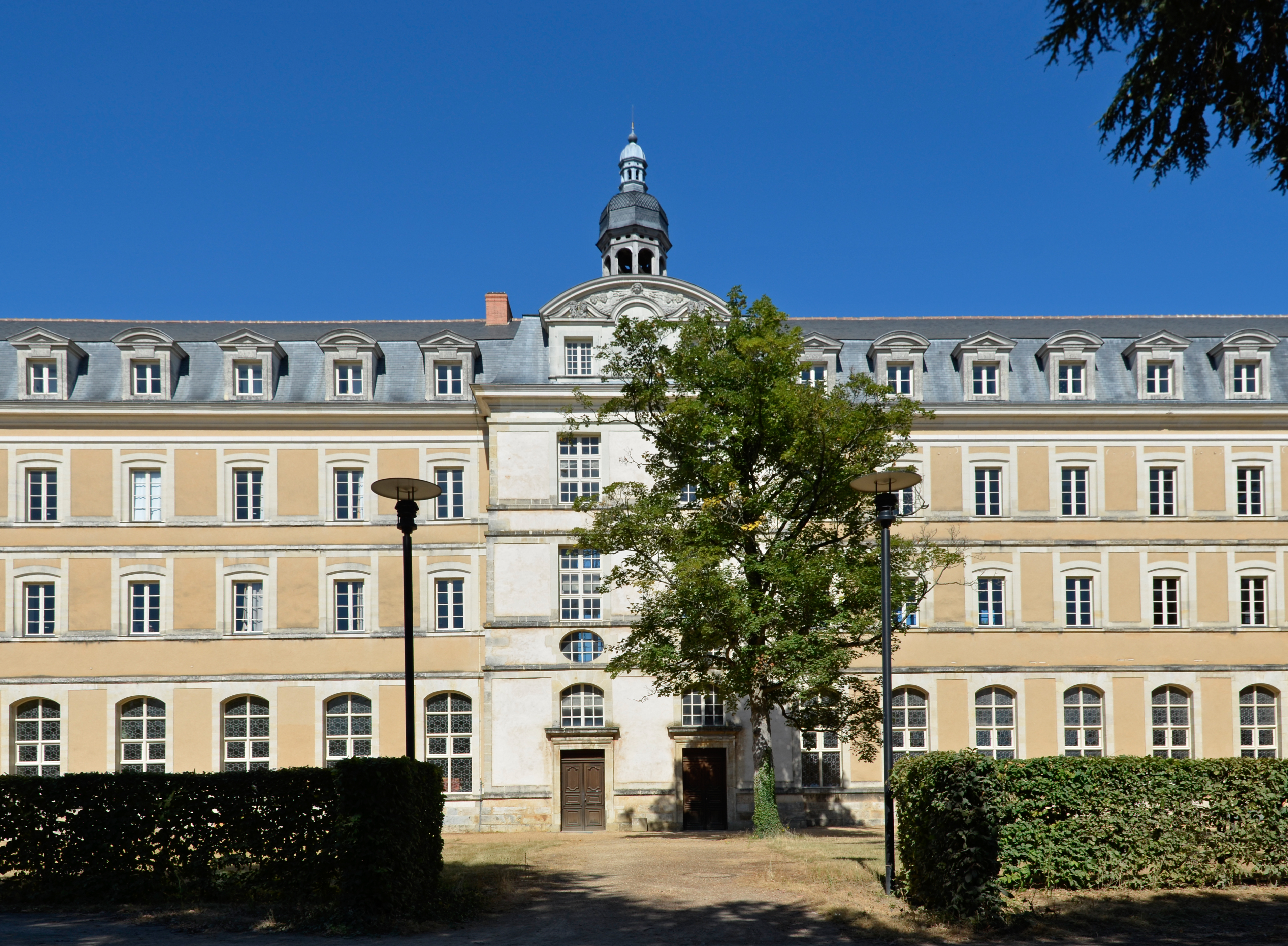
Südfassade.
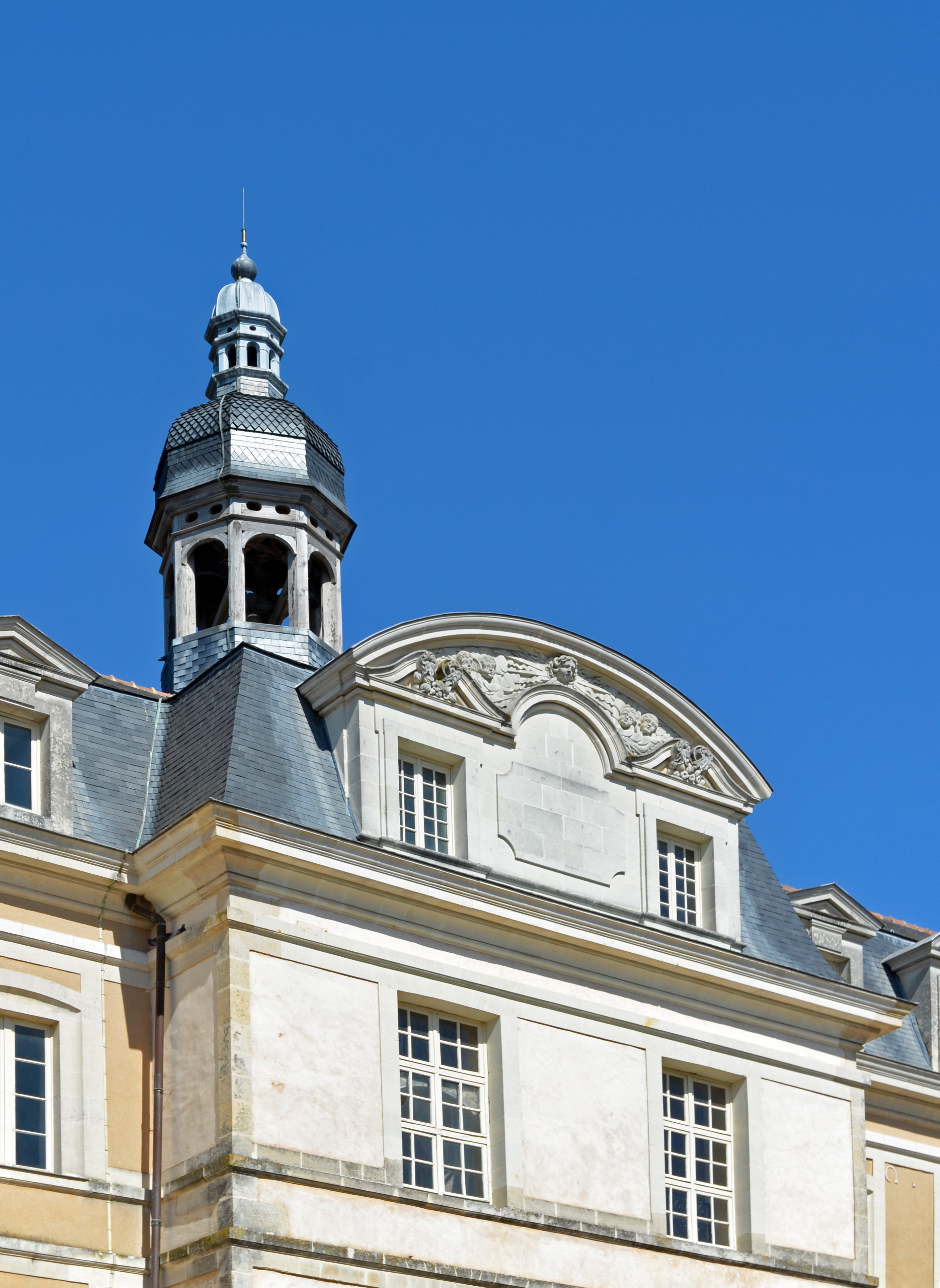
Campanile und Giebel der Südfassade.
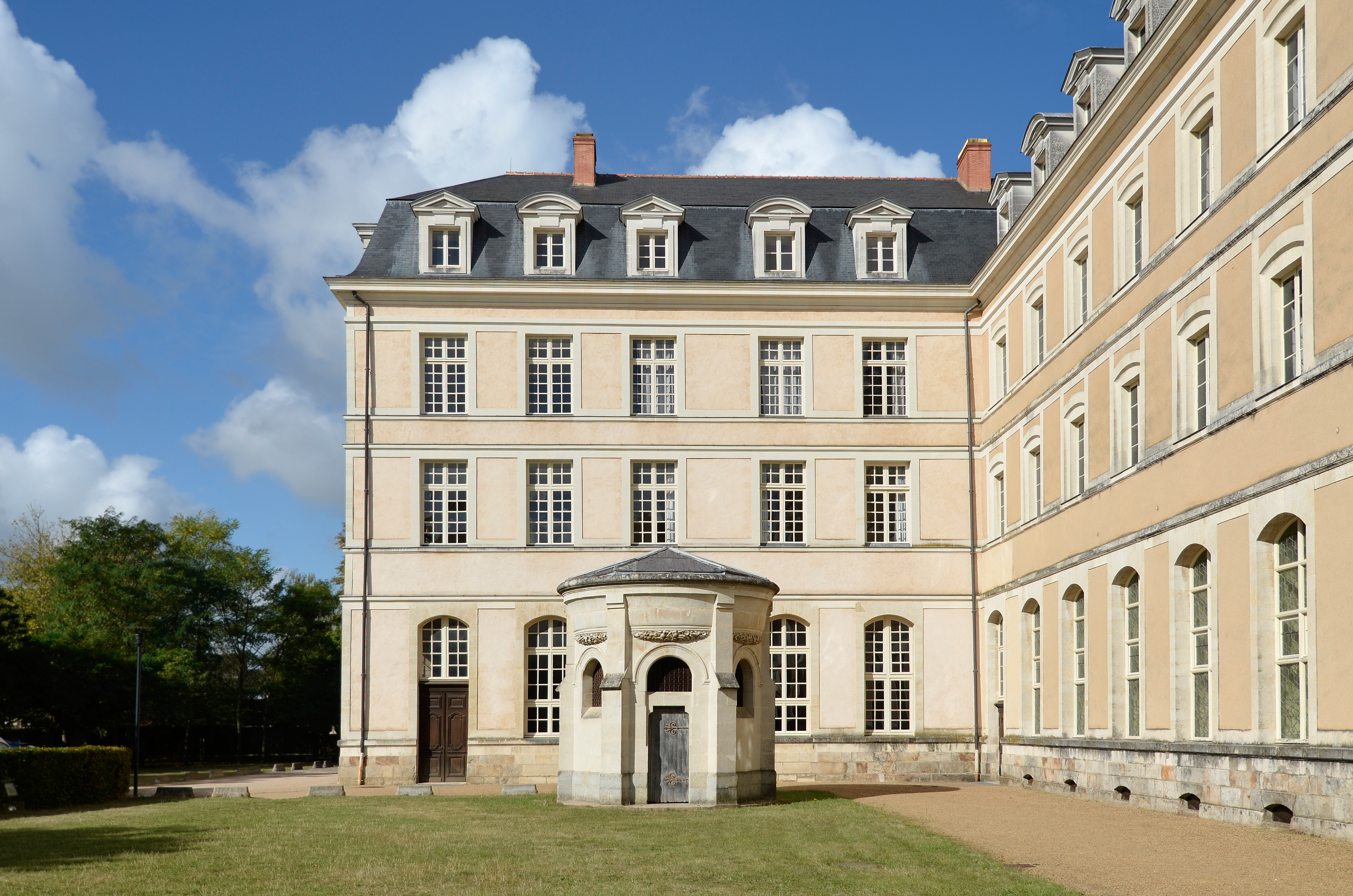
Taubenhaus.
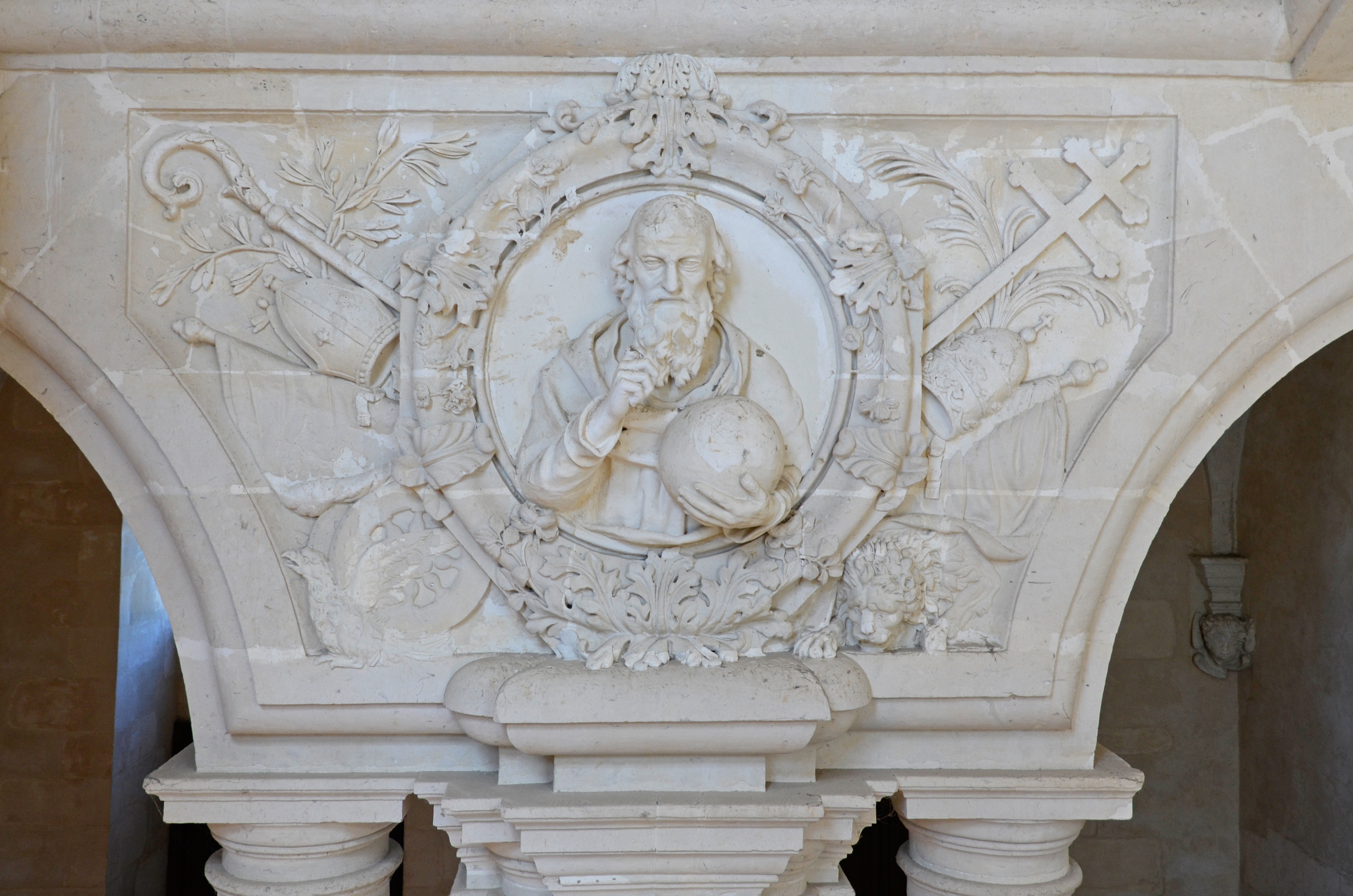
Basrelief mit Gott Vater im zentralen Treppenhaus des Lycée Bellevue

## Liste der bekannten Äbte
Die folgende Auflistung ist chronologisch, aber unvollständig.
- 1. Hälfte 11. Jahrhundert: Avesgaud, Neffe von Gervais de Château-du-Loir, der die Rückkehr zur Befolgung der benediktinischen Regel bewirkt.
- 1466: Philippe de Luxembourg (1445–1519), päpstlicher Legat, der den Beitritt der Abtei zur Kongregation von Chezal-Benoît veranlasst.
- 1502–1508: Yves Morrisson.
- 1514–1517: Yves Morrisson[6].
- 1636–1639: Ignace Philibert.
- 1639–1642: Bède de Fiesque.
- 1645–1648: Ignace Philibert, zum zweiten Mal.
- 1651–1654: Jean Baptiste Godèfroy.
- 1657–1660: Placide Chassinat.
- 1663–1666: Anselme des Rousseaux.
- 1666–1669: François Ohévrier.
- 1669–1672: Placide Chassinat, zum zweiten Mal.
- 1675–1678: Joachim Le Comtat.
- 1681–1684: Placide Chassinat, zum dritten Mal.
- 1687–1690: Louis Trochon. Zwischen 1685 und 1690 erstrecken sich Umbauarbeiten über die südöstliche Hälfte der Gebäude und führen zu einer Rückkehr zur rechtwinkligen Struktur.
- 1693–1696: Maur Audren.
- 1699–1702: Henri Fermelis.
- 1705–1708: Maur Audren, zum zweiten Mal.
- 1711–1714: Charles d’Isard.
- 1714–1717: François Redon.
- 1717–1720: Maur Audren, zum dritten Mal.
- 1720–1723: Jean Baptiste Guyon.
- 1723–1726: François Le Texier.
- 1729–1733: Jean François Murault.
- 1733–1736: Jacques Nicolas Maumousseau.
- 1739–1742: Jean Delaunay.
- 1742–1745: Jean Nicolas Chrestien.
- 1745–1748: Hyacinthe Briancourt.
- 1751–1754: Pierre Martin.
- 1754–1757: Philippe Lebel.
- 1757–1760: René Anne Even.
- 1760–1763: René Jean Rouaud: Er kam aus dem Kapitel von Saint-Melaine und war Prior von Notre-Dame de Vitré seit dem 31. August 1725. Er wurde 1760 zum Abt gewählt, blieb aber bis 1769 in Vitré.
- 1766–1769: Ambroise Augustin Chevreux.
- 1770–1772: Edmond Jean Baptiste Peret.
- 1772–1778: Pierre Philippe Bourdon.
- 1778–1781: Pierre Jehors.
- 1781–1783: Jean Baptiste Giron.
- 1788–1790: Pierre Jehors, zum zweiten Mal.

## Bekannte Persönlichkeiten der Abtei
- Jean Toussaint Louason (Loison), Benediktiner, Cellerar der Abtei St-Vincent du Mans. Geboren am 8. September 1748 in Rennes. Er wurde 1783 in Le Mans in die Freimaurerloge Grand Orient de France durch Moria aufgenommen und stieg bis zum Grand Expert des Schottischen Ritus auf.[7]